# Bundesstraße 175
De Bundesstraße 175 (ook wel B175) is een bundesstraße in de Duitse deelstaten Saksen en Thüringen.
De B175 begint bij Lederhose en loopt verder langs de steden Weida, Werdau, Zwickau, Glauchau, Rochlitz, Hartha, Döbeln en verder naar Nossen. De B175 is ongeveer 134 kilometer lang.
B1 · B2 · B4 · B6 · B6n · B7 · B19 · B27 · B62 · B71 · B71n · B79 · B80 · B81 · B84 · B85 · B86 · B87 · B88 · B89 · B90 · B91 · B92 · B93 · B94 · B95 · B96 · B97 · B98 · B99 · B100 · B101 · B107 · B115 · B156 · B169 · B170 · B171 · B172 · B172a · B172b · B173 · B174 · B175 · B176 · B178 · B180 · B181 · B182 · B183 · B183a · B184 · B185 · B186 · B187 · B187a · B188 · B189 · B190 · B190n · B242 · B243 · B244 · B245 · B245a · B246 · B246a · B247 · B248 · B248a · B249 · B250 · B278 · B280 · B281 · B282 · B283 · B285